# Løve Rainbow
『Løve Rainbow』（ラブ レインボー）は、日本の男性アイドルグループ・嵐の通算32枚目となるシングル。2010年9月8日にジェイ・ストームから発売された。

## 概要
- 前作『To be free』から約2か月でのシングル発売となる。
- 初回限定盤、通常盤の2種類での発売となり、それぞれ収録内容・ジャケット写真ともに異なる。
- 表題曲は、メンバーの松本潤主演 フジテレビ系月9ドラマ『夏の恋は虹色に輝く』の主題歌であり、嵐がフジテレビの連続ドラマの主題歌を担当するのは、メンバーの二宮和也主演の『涙をふいて』以来10年ぶりとなり、嵐としては初の月9ドラマ主題歌である。なお、ドラマタイアップはリーダーの大野智主演の日本テレビ系土9枠連続ドラマ『怪物くん』主題歌である前々作「Monster」以来2作ぶりとなる。
- 両形態には、カップリング曲「over」を収録。
- 初回限定盤には、表題曲のビデオ・クリップ+メイキングを収録。
- 通常盤には、オリジナル・カラオケ2曲を収録。
- PVは曲の夏の季節感をイメージし、CGの森や島・海・蝶などをバックに5人が歌っている様子が収録されている。
- TV披露時では、曲の序盤と終盤で松本が指揮者となり、他の4人がそれに合わせて踊るというパフォーマンスがあった。

## チャート成績
- 2010年9月20日付オリコン週間シングルチャートで初登場1位を獲得。同チャート1位獲得は12枚目のシングル『PIKA★★NCHI DOUBLE』以来21作連続、通算28作目となった。初動売上は52.9万枚となり、『Monster』以来の50万枚突破となった。累計売上は62.8万枚[1]。

## 収録曲

### CD
※#3, 4は通常盤のみ収録。
1. Løve Rainbow [4:40]
作詞：furaha・Octobar、作曲：iiiSAK・Dyce Taylor、編曲：ha-j
  - 松本潤主演 フジテレビ系月9ドラマ『夏の恋は虹色に輝く』主題歌
2. over [4:57]
作詞：みうらともかず、作曲：HIKARI、編曲：佐々木博史
3. Løve Rainbow（オリジナル・カラオケ）
4. over（オリジナル・カラオケ）

### DVD
※初回限定盤のみ
1. 「Løve Rainbow」ビデオ・クリップ＋メイキング

## 収録アルバム
- Beautiful World（#1）
- ウラ嵐マニア（#2）
- 5×20 All the BEST!! 1999-2019（#1）
- ウラ嵐BEST 2008-2011（#2）

## 映像作品
Løve Rainbow
- ARASHI 10-11 TOUR "Scene"〜君と僕の見ている風景〜 STADIUM
- ARASHI 10-11 TOUR "Scene"〜君と僕の見ている風景〜 DOME+
- ARASHI LIVE TOUR Beautiful World
- ARASHI アラフェス NATIONAL STADIUM 2012
- ARASHI アラフェス'13 NATIONAL STADIUM 2013
- ARASHI Live Tour 2013 “LOVE”
- ARASHI BLAST in Miyagi
- ARASHI LIVE TOUR 2016-2017 Are You Happy?
- This is 嵐 LIVE 2020.12.31